# Pieńki Rzewińskie (kolonia w województwie mazowieckim)
Pieńki Rzewińskie – kolonia w Polsce położona w województwie mazowieckim, w powiecie płońskim, w gminie Baboszewo.
W latach 1975–1998 miejscowość administracyjnie należała do województwa ciechanowskiego.